# 대한민국의 의전서열
대한민국에는 공식적으로 모든 고위공직자의 의례상 석차를 일람하는 의전서열이 존재하지 않는다. 다만, 대한민국 대통령비서실은 2006년에 6개 최고 헌법기관의 장들 사이에 다음과 같은 의전서열이 존재함을 공식적으로 선언한 적이 있다.
1. 대한민국의 대통령 (국가원수이자 행정부 수반으로서)
2. 대한민국의 국회의장 (입법부의 수장으로서)
3. 대한민국의 대법원장과 대한민국의 헌법재판소장 (사법부의 공동수장으로서)
4. 대한민국의 국무총리 (행정부 부수반으로서)
5. 중앙선거관리위원회 위원장 (헌법상 독립된 중앙선거관리기관의 수장으로서)

## 대한민국 국가의전서열
| 순위 | 직책                                | 비고                                |
| ---- | ----------------------------------- | ----------------------------------- |
| 1    | 대통령                              | 국가원수, 행정부 수반               |
| 2    | 국회의장                            | 삼부요인, 입법부 수장               |
| 3    | 대법원장                            | 삼부요인, 사법부 공동 수장          |
| 4    | 헌법재판소장                        | 삼부요인, 사법부 공동 수장          |
| 5    | 국무총리                            | 정부의 2인자, 대통령 권한대행 1순위 |
| 6    | 중앙선거관리위원회 위원장           | 국무총리급, 중앙선관위 수장         |
| 7    | 여당 대표                           | 부총리급의 예우                     |
| 8    | 야당 대표                           | -                                   |
| 9    | 국회부의장                          | 부총리급                            |
| 10   | 감사원장                            | 부총리급, 헌법기관장                |
| 11   | 부총리 겸 기획재정부장관            | 국무위원                            |
| 12   | 부총리 겸 교육부장관                | 국무위원                            |
| 13   | 국가정보원장                        | 장관급, 중앙행정기관장              |
| 14   | 국가안보실장                        | 장관급, 대통령 보좌기관장           |
| 15   | 대통령비서실장                      | 장관급                              |
| 16   | 여당 원내대표                       | 장관급의 예우                       |
| 17   | 야당 원내대표                       | -                                   |
| 18   | 과학기술정보통신부장관              | 국무위원                            |
| 19   | 외교부장관                          | 국무위원                            |
| 20   | 통일부장관                          | 국무위원                            |
| 21   | 법무부장관                          | 국무위원                            |
| 22   | 국방부장관                          | 국무위원                            |
| 23   | 행정안전부장관                      | 국무위원                            |
| 24   | 국가보훈부장관                      | 국무위원                            |
| 25   | 문화체육관광부장관                  | 국무위원                            |
| 26   | 농림축산식품부장관                  | 국무위원                            |
| 27   | 산업통상자원부장관                  | 국무위원                            |
| 28   | 보건복지부장관                      | 국무위원                            |
| 29   | 환경부장관                          | 국무위원                            |
| 30   | 고용노동부장관                      | 국무위원                            |
| 31   | 여성가족부장관                      | 국무위원                            |
| 32   | 국토교통부장관                      | 국무위원                            |
| 33   | 해양수산부장관                      | 국무위원                            |
| 34   | 중소벤처기업부장관                  | 국무위원                            |
| 35   | 국회 운영위원장                     | 장관급의 예우                       |
| 36   | 국회 법제사법위원장                 | 장관급의 예우                       |
| 37   | 국회 정무위원장                     | 장관급의 예우                       |
| 38   | 국회 기획재정위원장                 | 장관급의 예우                       |
| 39   | 국회 교육위원장                     | 장관급의 예우                       |
| 40   | 국회 과학기술정보방송통신위원장     | 장관급의 예우                       |
| 41   | 국회 외교통일위원장                 | 장관급의 예우                       |
| 42   | 국회 국방위원장                     | 장관급의 예우                       |
| 43   | 국회 행정안전위원장                 | 장관급의 예우                       |
| 44   | 국회 문화체육관광위원장             | 장관급의 예우                       |
| 45   | 국회 농림축산식품해양수산위원장     | 장관급의 예우                       |
| 46   | 국회 산업통상자원중소벤처기업위원장 | 장관급의 예우                       |
| 47   | 국회 보건복지위원장                 | 장관급의 예우                       |
| 48   | 국회 환경노동위원장                 | 장관급의 예우                       |
| 49   | 국회 국토교통위원장                 | 장관급의 예우                       |
| 50   | 국회 정보위원장                     | 장관급의 예우                       |
| 51   | 국회 여성가족위원장                 | 장관급의 예우                       |
| 52   | 국회 예산결산특별위원장             | 장관급의 예우                       |
| 53   | 대법관 (13명)                       | 장관급                              |
| 54   | 헌법재판소 재판관 (8명)             | 장관급                              |
| 55   | 방송통신위원회 위원장               | 장관급, 대통령직속기관장            |
| 56   | 국무조정실장                        | 장관급, 국무총리직속기관장          |
| 57   | 공정거래위원회 위원장               | 장관급                              |
| 58   | 금융위원회 위원장                   | 장관급                              |
| 59   | 개인정보보호위원회 위원장           | 장관급                              |
| 60   | 국민권익위원회 위원장               | 장관급, 국무총리직속기관장          |
| 61   | 서울특별시장                        | 장관급, 광역자치단체장              |
| 62   | 국회사무총장                        | 장관급                              |
| 63   | 법원행정처장                        | 장관급                              |
| 64   | 헌법재판소 사무처장                 | 장관급                              |
| 65   | 중앙선거관리위원회 사무총장         | 장관급                              |
| 66   | 검찰총장                            | 장관급, 중앙행정기관장              |
| –    | 국회의원 (298명)                    | 차관급                              |

## 같이 보기
- 대한민국 헌법
- 대한민국의 정치
- 의전서열
- 헌법기관